# Phalera peruda
Phalera peruda är en fjärilsart som beskrevs av Druce 1888. Phalera peruda ingår i släktet Phalera och familjen tandspinnare. Inga underarter finns listade i Catalogue of Life.

## Bildgalleri

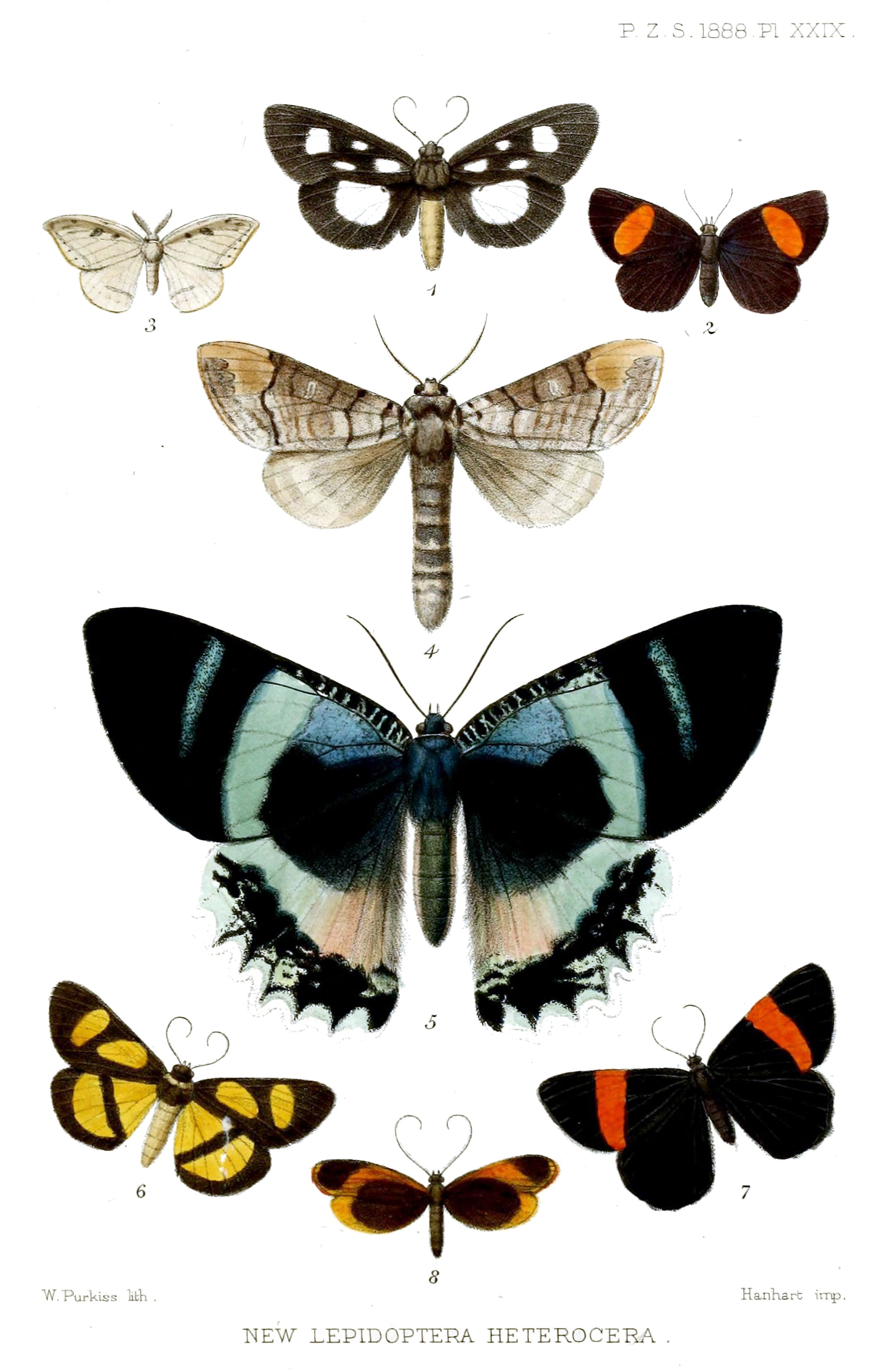